# Hamburg-Mitte

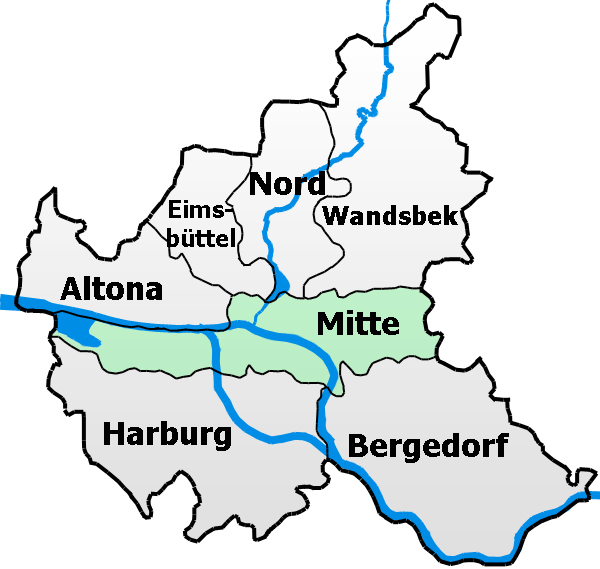
Mapa Hamburga z podziałem na okręgi administracyjne

Dzielnice Hamburg-Mitte

Hamburg-Mitte, Bezirk Hamburg-Mitte – jeden z siedmiu okręgów administracyjnych Hamburga, położony w centralnej jego części.
W okręgu znajduje się historyczne centrum Hamburga składające się ze starego (niem. Alstadt) i nowego miasta (niem. Neustadt). W 2011 roku okręg zamieszkiwało 294 831 mieszkańców.

## Dzielnice
W skład okręgu wchodzi 19 dzielnic (Stadtteil):
1. Billbrook
2. Billstedt
3. Borgfelde
4. Finkenwerder
5. HafenCity
6. Hamburg-Altstadt
7. Hamm
8. Hammerbrook
9. Horn
10. Kleiner Grasbrook
11. Neustadt
12. Neuwerk
13. Rothenburgsort
14. St. Georg
15. St. Pauli
16. Steinwerder
17. Veddel
18. Waltershof
19. Wilhelmsburg